# Гриффит, Иоланда
Иоланда Иветт Гриффит (англ. Yolanda Evette Griffith; родилась 1 марта 1970 года в Чикаго, штат Иллинойс, США) — американская профессиональная баскетболистка, выступавшая в женской НБА и в европейских клубах. Олимпийская чемпионка 2000 и 2004 годов в составе сборной США. В 2006 году была выбрана в сборную десятилетия, в 2011 году была включена в число 15 лучших игроков, а в 2016 году вошла в 20 лучших игроков ЖНБА. Член баскетбольного зала славы с 2021 года.

## Биография

### Детство и юность
Иоланда Гриффит родилась в Чикаго и была младшей из пятерых детей в семье Харви и Ивонн Гриффит. В школе она играла в баскетбол и софтбол. Когда Иоланде было 13 лет, умерла её мать.
После окончания школы Гриффит поступила в университет Айовы, но ей пришлось оставить учёбу из-за беременности. В 1989 году у Иоланды родилась дочь Кэндис.
В 1993 году Иоланда окончила университет Florida Atlantic, за университетскую баскетбольную команду которого выступала.

### Профессиональная карьера
После четырёх сезонов, проведённых в немецкой команде «Wildcats» из Ашаффенбурга (в сезоне 1996/97 Иоланда стала лидером Евролиги по очкам и подборам), Иоланда вернулась в США, где стала выступать в женской Американской баскетбольной лиге (ABL), а с 1999 года — в женской НБА (WNBA). В первом же сезоне в WNBA Иоланда была признана MVP лиги и лучшей по игре в защите. В 2005 году Гриффит в составе «Сакраменто Монаркс» выиграла чемпионат WNBA и была признана MVP финальной серии.
В 2000 и 2004 годах Гриффит привлекалась в сборную США, в составе которой дважды стала олимпийской чемпионкой.
Параллельно с выступлениями в WNBA (с осени по весну, т.е. во время межсезоний женской НБА) Иоланда играла за европейские и азиатские клубы — в 2000—2002 гг. за итальянскую команду «Баскет Парма», а с января 2003 года — за екатеринбургский УГМК, за который выступала в течение четырёх сезонов. С первых же матчей Гриффит стала одним из ключевых игроков УГМК, доминируя под кольцом и лидируя в команде по набранным очкам и подборам. Во многом благодаря её усилиям УГМК стал победителем Евролиги сезона 2002/2003. Дважды Иоланда признавалась лучшим игроком в составе УГМК по итогам сезона. В 2005 году Гриффит стала капитаном команды.
Осенью 2003 года Иоланда получила грузинский паспорт, благодаря чему была заявлена в чемпионат России и Евролигу как европейский игрок. Однако 3 марта 2004 года ФИБА, удовлетворив жалобу чешского клуба «Брно», признала выдачу грузинских паспортов Гриффит и её партнёрше по команде Делише Милтон незаконной и дисквалифицировала клуб УГМК, сняв его с розыгрыша Евролиги за нарушение регламента (ограничивавшего количество неевропейских игроков в командах, участвующих в европейских клубных соревнованиях). Санкций к самим баскетболисткам при этом не последовало.
В 2007 году Гриффит выступала за южнокорейский клуб «KB Savers», а годом позже — за «Хэнаньских Слонов» («Henan Elephants») в чемпионате Китая. В феврале 2008 года Иоланда подписала контракт с итальянским клубом «Таранто», однако менее чем через месяц контракт был расторгнут. В том же году Гриффит перешла из «Сакраменто Монаркс», за которых отыграла 9 сезонов в WNBA, в «Сиэтл Шторм».
В 2009 году Иоланда подписала контракт с командой «Индиана Фивер». 9 июня 2009 года, в третьем матче за свою новую команду, Иоланда получила разрыв ахиллова сухожилия, в результате чего ей пришлось пропустить остаток сезона. По окончании сезона она объявила о завершении карьеры игрока.

### Тренерская работа
С 2011 года Иоланда работает тренером-ассистентом женской баскетбольной команды Дартмутского колледжа, одного из самых престижных вузов США.

## Достижения

### Командные
- Двукратная олимпийская чемпионка (2000, 2004).
- Чемпионка женской НБА (2005).
- Чемпионка Евролиги (2003).
- Бронзовый призёр Евролиги (2002).
- Чемпионка Италии (2001)[11].
- Обладатель Кубка Италии (2001, 2002)[11][12].
- Чемпионка России (2003).
- Серебряный призёр чемпионата России (2004).
- Бронзовый призёр чемпионата России (2005).
- Обладатель Кубка России (2005).

### Личные
- Лучший оборонительный игрок ABL (1998)[1].
- MVP женской НБА (1999).
- Лучший оборонительный игрок женской НБА (1999).
- Лучший новый игрок (англ. Newcomer of the year[13]) женской НБА (1999).
- MVP финала женской НБА (2005).
- Включена в первую сборную всех звёзд женской НБА (1999, 2005).
- Включена во вторую сборную всех звёзд женской НБА (2000, 2001, 2004).
- Включена в первую сборную всех звёзд защиты женской НБА (2005).
- Включена во вторую сборную всех звёзд защиты женской НБА (2006).
- Участница Матча всех звёзд женской НБА (1999, 2000, 2001, 2003, 2004, 2005, 2006, 2007).
- MVP Матча всех звёзд женской НБА (2004).
- MVP финала четырёх Кубка России (2005).
- Лучший легионер женской Суперлиги чемпионата России (2005)[14].